# 이한정
이한정(李漢正, 1951년 1월 22일~)은 대한민국의 정치인이다.

## 생애

### 일생
전라남도 화순에서 출생했다. 
2008년 18대 총선에서 창조한국당 비례대표 2번으로 당선되었는데, 당선 이후 프로필에 보수주의 단체인 한국자유총연맹 부총재를 지낸 경력을 기재해 창조한국당 지지자로부터는 개혁적 자유주의를 표방하는 당규와 너무도 상극이라는 원색 성향 비판을 받았다.
학력
- 한국방송통신대학교 행정학과 졸업
- 서울대학교 행정대학원 행정학 석사
- 서울대학교 행정대학원 국가정책과정 ACADA 39기
- 수원대학교 경영대학원 경영학 석사
- 고려대학교 언론대학원 최고위과정 21기
- 전국경제인연합회 IMI 최고위과정 52기

경력
- 체신부 장관 비서관
- 김대중 정부 제2건국위원회 상임위원
- 노무현 대통령 후보 파랑새 유세총단장, 대외특보
- 열린우리당 정책위 부의장, 산자·건교 전문위원
- 문재인 대통령 선거대책본부 중소기업특위 위원장
- 새마을운동 중앙회 자문위원장
- 제18대 국회의원 (창조한국당)
- 한국자유총연맹 총재
- S.H KOREA (주) 회장
- 이재명 대통령 후보 정무특보 겸 자유수호특별위원장
- 천주교 서울대교구 성수동 특임위원장
- 천주교 성라자로마을 중앙회 12대 회장

## 역대 선거 결과
| 실시년도 | 선거  | 대수 | 직책     | 선거구   | 정당       | 득표수    | 득표율         | 순위         | 당락 | 비고 |
| -------- | ----- | ---- | -------- | -------- | ---------- | --------- | -------------- | ------------ | ---- | ---- |
| 2008년   | 총선  | 18대 | 국회의원 | 비례대표 | 창조한국당 | 651,993표 | \| \| 3.80% \| | 비례대표 2번 |      | 초선 |
|          | 3.80% |      |          |          |            |           |                |              |      |      |